# Gura Dobrogei (Constanța)
Gura Dobrogei (antiguamente Cavargic) es una localidad rumana de la comuna de Cogealac, en el condado de Constanța.

## Toponimia
El nombre antiguo del lugar puede encontrarse escrito con la grafía Cavargic. Pasó a llamarse Gura Dobrogei.

## Historia
Hacia comienzos del siglo XX la localidad, que ya por entonces pertenecía al condado de Constanța, formaba parte de la comuna de Cicrîcci y tenía contabilizada una población de 200 habitantes, todos búlgaros.
En la segunda mitad del siglo XX la localidad había pasado a pertenecer a la comuna de Cogealac. En el censo de 2021 la localidad tenía una población de 113 habitantes.